# Anapleus mexicanus
Anapleus mexicanus är en skalbaggsart som beskrevs av Thomas Casey 1916. Anapleus mexicanus ingår i släktet Anapleus och familjen stumpbaggar. Inga underarter finns listade i Catalogue of Life.